# Krystyna Boglar
Krystyna Boglar (ur. 17 grudnia 1931 w Krakowie, zm. 14 listopada 2019 w Warszawie) – polska prozaiczka, poetka, autorka utworów dla dzieci, scenarzystka TV.

## Życiorys
Ukończyła filologię orientalną (historię sztuki islamu) na Uniwersytecie Jagiellońskim w Krakowie. Wieloletnia redaktor w wydawnictwie „Nasza Księgarnia”, sekretarz polskiej sekcji IBBY.
Debiutowała w 1966 na łamach prasy dla dzieci i młodzieży. W latach 1964–1971 współpracowniczka PR i TV.
Jej powieści Nie głaskać kota pod włos i Każdy pies ma dwa końce stanowiły kanwę serialu i filmu Rodzina Leśniewskich, do którego napisała scenariusz wraz z Januszem Łęskim.

## Twórczość
- 1969 Wiercipiętek (debiut)
- 1970 Klementyna lubi kolor czerwony
- 1971 Historia Kasztanowego Króla
- 1971 Czas Kleofasa
- 1973 Mgła nad Doliną Wiatrów
- 1973 Gdzie jest zegar mistrza Kukułki?
- 1975 Uroczysko
- 1975 Salceson i mrówki
- 1975 Semafory
- 1975 Libusza
- 1978 Nie głaskać kota pod włos
- 1978 Każdy pies ma dwa końce
- 1978 Żeby konfitury nie latały za muchą
- 1982 Longplay z Kowalskim (Wydawnictwo Śląsk, Katowice 1982)
- 1982 Kolor trawy o świcie
- 1983 Skrzydlate są nasze konie
- 1983 W kogo ty się wdałeś, Rafał?
- 1984 Stonoga
- 1984 Pierogi dla Old Firehanda
- 1984 Rafał, czy u was straszy?
- 1985 Rafał, nie męcz ojca!
- 1985 Rafał, pyzy i duch przodka
- 1987 Brent
- 1988 Rafał, Chudy i kieszeń kangura
- 1989 Kieszeń pełna elfów
- 1989 Supergigant z motylem
- 1991 Kolacja na Titaniku
- 1995 Tango na bananowej skórce
- 1997 Dalej są tylko smoki

Wspólnie z Mirosławem Tokarczykiem:
- 1987 Dwaj z Galaktyki Gryfa czyli kłopoty z ziemskim ruchem drogowym

## Nagrody
- 1973 – pierwsza nagroda w konkursie Biura Wydawniczego „Ruch” za książkę Mgła nad Doliną Wiatrów
- 1973 – wyróżnienie w konkursie wydawnictwa „Nasza Księgarnia” za książkę Gdzie jest zegar mistrza Kukułki?
- 1981 – nagroda Prezesa Rady Ministrów